# Traduzione specializzata
La traduzione specializzata si occupa della traduzione di tutti quei testi che non appartengono al genere letterario, ma che affrontano invece argomenti specializzati, come le scienze, la medicina, la tecnologia, l'economia o il diritto. Una delle caratteristiche che permettono di identificare una traduzione specializzata è lo scopo stesso del testo da tradurre, che nel caso di un testo specializzato corrisponde alla comunicazione di una specifica disciplina specializzata. Un'altra caratteristica è il livello di tecnicità del linguaggio utilizzato. 
La traduzione specializzata richiede una conoscenza specifica di un determinato argomento, area, o settore, in quanto per la stesura di questo tipo di testi viene solitamente utilizzata una terminologia molto tecnica e settoriale, assieme a particolari convenzioni linguistiche. È infatti possibile distinguere tra Language for General Purposes (LGP), linguaggio per scopi generali, e Language for Specific Purposes (LSP), linguaggio per scopi specifici. Una LSP viene descritta come:
- Quella lingua utilizzata da un gruppo ristretto di esperti che si occupa di una determinata materia specializzata;
- Quella lingua che si serve di una terminologia specializzata per trattare quelle materie specializzate e tutto ciò che esse includono.[3]

Una LSP è indubbiamente basata sulla LGP, ma è caratterizzata da una terminologia specifica generalmente impiegata solo per fare riferimento ad una determinata materia. Pertanto, la difficoltà per il traduttore specializzato non consiste solo nel comprendere appieno il testo di partenza, ma anche nel riuscire a riprodurre il contenuto nella lingua di arrivo con lo stesso livello di tecnicità, con la corretta terminologia e convenzioni tipiche dell'area specialistica, in modo da produrre un testo di arrivo che suoni naturale per il pubblico di destinazione.

## La traduzione specializzata come professione
La traduzione specializzata, intesa come professione, si occupa in generale della traduzione dei testi che non riguardano l'ambito letterario, ma quello scientifico e tecnologico, economico-finanziario, commerciale, medico, giuridico, politico e della comunicazione di massa per un compenso monetario. I traduttori possono lavorare in società di traduzione, come liberi professionisti o come traduttori interni per aziende. Secondo recenti statistiche relative all'Unione europea, la maggior parte dei traduttori liberi professionisti si occupa di traduzioni in ambito legale, mentre le società di traduzione si occupano più frequentemente è la sanità.
I traduttori specializzati tendono a lavorare in due o tre ambiti di specializzazione e fino ad un massimo di cinque, tuttavia alcuni preferiscono focalizzarsi su uno solo. Un traduttore specializzato si occupa sia di testi specializzati sia di testi divulgativi e, in generale, deve padroneggiare tutti i generi testuali degli ambiti nei quali lavora. La traduzione del testo specializzato richiede conoscenze specifiche, perciò i traduttori spesso collaborano con esperti della disciplina o del settore oppure li consultano. La comprensione di un testo è infatti fondamentale per garantire la corrispondenza di forma e contenuto tra il testo di partenza e quello di arrivo.
Ai traduttori sono richiesti la conoscenza e l'apprendimento della terminologia e delle caratteristiche morfosintattiche, lessico-semantiche, pragmatiche e culturali di entrambe le lingue. È altresì importante che abbiano un'idea chiara su chi saranno i potenziali lettori per poter adattare il testo nel modo più adeguato al pubblico di arrivo. Alcuni testi specializzati sono scritti “da esperti per altri esperti”, da esperti per studenti e “da esperti per non esperti” o da “divulgatori a un pubblico generico”, ovvero da coloro che non sono esperti del settore, ma che hanno una maggiore conoscenza nel campo rispetto ai potenziali lettori. Infine, altri testi possono essere destinati a più di una categoria di lettori. Il traduttore specializzato deve quindi tenere conto di queste variabili durante il processo traduttivo per produrre una traduzione adeguata e soddisfacente.

## I traduttori di testi specializzati
I traduttori di testi specializzati sono traduttori professionisti che hanno seguito uno specifico percorso formativo, spesso a livello universitario, e che vengono retribuiti per il loro lavoro di traduzione. Da 50 anni a questa parte, ai traduttori professionisti viene richiesto di sviluppare un certo numero di competenze tecniche, in particolare relative all'utilizzo di sistemi di traduzione assistita e automatica oltre che di gestione della terminologia. La traduzione specializzata è divenuta una professione praticata come lavoratori autonomi freelance oppure all'interno di aziende o di società di traduzione. È ormai diventata un'attività istituzionalizzata per la quale si adottano sempre più sistemi di controllo qualità e procedure di accreditamento. Generalmente, i traduttori, anche per motivi economici, si specializzano in uno o più campi. Traduzioni che richiedono competenze altamente specifiche, infatti, offrono di solito remunerazioni più elevate. Per tradurre in ambiti estremamente specializzati, però, è necessario conoscere a fondo l'oggetto della traduzione oltre a possedere una vasta competenza linguistica.
In alcuni casi, professionisti del settore (ad es. giuridico, medico, economico), conoscendo in modo approfondito il loro ambito, svolgono essi stessi il lavoro di traduzione oppure fungono da consulenti.
Il dibattito su chi debba tradurre testi specializzati, se professionisti del settore oppure traduttori, si è protratto a lungo: si potrebbe pensare che i professionisti del settore possano eseguire un miglior lavoro di traduzione in quanto molti testi specializzati sono scritti da esperti per esperti o operatori del settore (sia l'autore che il lettorato di riferimento sono professionisti). Tuttavia, è improbabile che un professionista del settore abbia le competenze linguistiche e traduttive necessarie, e che sia in grado di portare a termine il lavoro entro le scadenze previste. È possibile che professionisti in campi differenti (medici, ingegneri, giuristi, ecc.) si occupino occasionalmente traduzione specializzata, ma si tratta di casi isolati. Sono i traduttori professionisti ad occuparsi principalmente della traduzione di testi specializzati a tempo pieno. Nel caso della traduzione di testi giuridici, ai traduttori è richiesta una conoscenza giuridica di base, o talvolta una laurea in legge come nel caso dei cosiddetti giuristi linguisti del Consiglio dell'Unione Europea. È quindi possibile che professionisti con lauree in legge, ad esempio, diventino esperti in traduzione giuridica.
I traduttori specializzati consultano di norma un esperto nell'ambito in questione, che ricopre quindi il ruolo di consulente, in modo da individuare eventuali errori concettuali. Tuttavia, la traduzione finale viene revisionata da un traduttore senior specializzato in un campo specifico. Anche nel caso di traduzioni svolte da linguisti giuristi per il Consiglio dell'Unione Europea, la revisione del testo finale viene effettuata da traduttori.

## Traduzione specializzata e formazione

### Storia
Storicamente, la figura del traduttore non ha conosciuto un percorso di formazione chiaramente delineato. Inizialmente, i traduttori e gli interpreti erano persone con un'ottima conoscenza delle lingue che avevano avuto l'opportunità di lavorare sul campo da autodidatti o a fianco di colleghi più esperti. La Scuola medievale di Toledo in Spagna più che una scuola in quanto tale univa studiosi esperti e meno esperti che collaboravano insieme e che quindi imparavano l'uno dall'altro, senza mai ricevere però una formazione istituzionale.
I primi istituti universitari che hanno dato il via a una formazione specifica per traduttori e interpreti sono l'Università statale di Mosca (ex Istituto Maurice Thorez, 1930), l'Università Ruprecht Karl di Heidelberg (1933), l'Università di Ginevra (1941) e l'Università di Vienna (1943). Dopo la Seconda guerra mondiale crebbe la necessità di traduttori e interpreti a livello globale. Per questo motivo, altre università cominciarono a offrire corsi di specializzazione in traduzione e/o interpretazione: l'Università di Innsbruck (1945), la Università di Graz (1946), l'Università Johannes Gutenberg di Magonza (1947) e l'Università della Saarland (1948). Negli anni cinquanta seguirono due istituzioni francesi, l'École Supérieure d'Interprètes et de Traducteurs (ESIT) e l'Institut Supérieur d'Interprètes et de Traducteurs (ISIT). Nel panorama italiano, le scuole di traduzione e interpretazione più antiche e prestigiose sono la SSLMIT di Trieste (1953) e di Forlì (1989). 
Negli anni sessanta nacque la Conférence internationale permanente d'instituts universitaires de traducteurs et interprètes (CIUTI) con l'obiettivo di promuovere la formazione di traduttori e interpreti di conferenza professionisti che, in conformità con le linee guida dell'associazione, fossero pronti per lavorare al termine degli studi. Attraverso le sue linee guida, La CIUTI e i suoi membri fondatori hanno esercitato una forte influenza sui curricula di traduzione in Europa e nel mondo.

### La traduzione nei corsi universitari
In Italia, i corsi universitari che preparano alla professione del traduttore e dell'interprete sono la Laurea Triennale in Comunicazione Interlinguistica Applicata (L-12), la Laurea Triennale in Mediazione Linguistica (L-12), la Laurea Magistrale in Traduzione Specialistica e Interpretazione (LM-94) e la Laurea Magistrale in Lingue Moderne per la Comunicazione e la Cooperazione Internazionale (LM-38). Al momento, in Italia la professione del traduttore e dell'interprete non è regolata da un ordine professionale, ma ci sono varie associazioni che rappresentano un punto di riferimento per la professione. Tra queste, le più conosciute sono AITI e ANITI. 
Nel settore privato, alcune società di traduzione organizzano brevi corsi a integrazione dei programmi universitari. Molti di questi corsi riguardano essenzialmente gli aspetti tecnologici della traduzione professionale e della localizzazione. Il dibattito sul grado di adeguatezza dei programmi universitari ai fini professionali è un tema particolarmente discusso nel mondo accademico e tra i datori di lavoro, con le università che difendono un approccio più a lungo termine basato sulla conoscenza e sulle competenze per prepararsi alla professione e l'industria che si concentra su una domanda più a breve termine. 
Nel settore pubblico, le organizzazioni internazionali e sovranazionali come l'Unione Europea hanno un forte interesse a promuovere tendenze formative specifiche. Un esempio è lo European Master's in Translation (EMT), un progetto di collaborazione tra la Commissione europea e gli istituti di istruzione superiore che offrono programmi universitari di traduzione. Nato nel 2009, questo progetto vuole migliorare la qualità della formazione dei traduttori per sopperire alla crescente domanda di traduttori altamente qualificati che sappiano rispondere alle esigenze del nuovo mercato globale.
L'EMT ha sviluppato un quadro di competenze che un traduttore dovrebbe acquisire: 
1. competenza linguistica e culturale: una competenza linguistica di alto livello in almeno due lingue di lavoro (livello C1 del QCER e superiori o un livello equivalente secondo sistemi di riferimento comparabili) dovrebbe essere un prerequisito per poter accedere a qualsiasi corso di laurea magistrale in traduzione che fa parte del progetto EMT. Inoltre, durante il percorso universitario, devono essere migliorate e perfezionate non solo le competenze linguistiche ma anche quelle culturali.
2. Competenza traduttiva: non riguarda soltanto il semplice passaggio da una lingua ad un'altra ma anche le competenze strategiche, metodologiche e tematiche che entrano in gioco durante l'intero processo traduttivo. Ad esempio, gli studenti devono: saper analizzare il testo di partenza, identificare eventuali problemi testuali o cognitivi, valutare le strategie e le risorse necessarie per una corretta riformulazione che rispetti le esigenze comunicative; saper analizzare e giustificare le loro scelte traduttive utilizzando il metalinguaggio adeguato e applicando gli approcci teorici opportuni.
3. Competenza tecnologica: comprende le conoscenze e le abilità utilizzate per applicare le tecnologie della traduzione presenti e future nel processo traduttivo. Viene inclusa una conoscenza di base della traduzione automatica e l'abilità di introdurla nel processo traduttivo secondo le esigenze del traduttore.
4. Competenza personale e interpersonale: include tutte le abilità generali, chiamate di solito soft skills, che migliorano l'adattabilità e l'inserimento professionale degli studenti.
5. Prestazione dei servizi: comprende tutte le abilità relative all'applicazione della traduzione e dei servizi linguistici al contesto professionale (es. consapevolezza del cliente, negoziazione con il cliente, gestione di progetti, assicurazione della qualità)[16]. In Italia le università che offrono corsi di laurea facenti parte dell'EMT sono l'Università di Trieste, l'Università di Bologna, l'Università IULM di Milano e l'Università UNINT di Roma.[17].

In generale, i corsi universitari di traduzione prevedono inoltre insegnamenti volti all'acquisizione di abilità e competenze in ambiti specifici concentrandosi sui concetti chiave e i termini che li designano. Essi permettono di specializzarsi nella traduzione in alcuni settori (tecnico, legale, medico, scientifico, ecc.), e in attività affini come revisione, scrittura tecnica, editing. In particolare, gli studenti affinano le seguenti abilità e competenze:
- Abilità linguistiche sia di comprensione che di produzione scritta e orale, con speciale riguardo alla stesura dei testi richiesti nei diversi contesti d'uso.
- Competenze in traduzione dei testi di carattere scientifico professionale.
- Abilità di analisi morfosintattica e testuale dei testi di carattere scientifico-professionale.
- Conoscenze di vari aspetti semantico-lessicali, quali la formazione delle parole, nonché le regole di funzionamento dei termini specifici.
- Conoscenze non-linguistiche, [ovvero quelle] concettuali e contenutistiche di un certo [settore], il cui livello dipende dalle esigenze dei contesti d'uso[18].

## Alcuni usi della “traduzione specializzata” e i relativi sinonimi
I termini “traduzione specialistica” e “traduzione delle lingue speciali” vengono solitamente intesi come sinonimi di “traduzione specializzata”. Di seguito si riportano alcuni esempi dell'applicazione di questo termine e dei suoi sinonimi: 
1. La traduzione specializzata riguarda specifici campi che non rientrano nella traduzione letteraria, tra cui scienza e tecnologia, economia, marketing, legge, politica, medicina e mass media, così come altre aree meno ricercate (navigazione marittima, l'archeologia, ecc.).[1]
2. Sentivo il bisogno di creare una rivista dedicata alla traduzione specializzata, sia per promuovere la ricerca nella comunicazione non letteraria, sia per scambiare informazioni tra traduttori, esperti del settore e accademici.[20]
3. Il termine "traduzione specialistica" può essere definito come la traduzione di testi che riguardano conoscenze appartenenti a specifici campi utilizzando una terminologia altamente specializzata, con un preciso scopo comunicativo e indirizzandosi a una determinato pubblico. Questo termine viene solitamente impiegato, nella sua accezione più ampia, per indicare la traduzione di documenti e testi appartenenti a vari settori, includendo così non solo i campi della scienza e della tecnologia, ma anche quelli della legge, finanza, business e marketing. La traduzione di questi testi avviene generalmente come se costituisse parte di una vera e propria catena produttiva che richiede la presenza di almeno un traduttore e un cliente. Il termine "traduzione specialistica", quindi, potrebbe includere la maggior parte delle attività svolte a livello professionale (escludendo la traduzione letteraria e la traduzione per le arti performative).[19]

La traduzione specializzata viene spesso definita in contrapposizione alla traduzione letteraria, nonostante sia stato scritto un intero libro confutando questa tesi. La maggior parte degli studi sulla traduzione si sono incentrati su quella di tipo letterario, nonostante la maggior parte di esse non appartenga più a questo genere.

## Traduzione tecnica

### Definizione
La traduzione tecnica è un tipo di traduzione specializzata che prevede la traduzione di documenti prodotti da redattori tecnici (manuali d'uso, guide per l'utente, ecc.) o, più specificamente, di testi che si riferiscono ad aree tecnologiche o a testi che trattano l'applicazione pratica di informazioni scientifiche e tecnologiche.

### Introduzione
La tecnologia applica le conoscenze osservate per modificare l'ambiente, al fine di migliorare le condizioni dell'uomo (o dei primati, se è per questo). L'identificazione della SL, di solito non problematica, e la specificazione della TL dipendono dalle esigenze e dalle intenzioni potenzialmente complesse del richiedente. Il campo oggetto del testo è coordinato con la sua lingua speciale (Il termine "Language for specific purposes", ossia Lingua per scopi specifici o LSP può creare confusione, soprattutto nell'inglese americano, dove è comunemente associato alla pedagogia delle lingue straniere). Una lingua speciale è una lingua utilizzata in un campo tematico e caratterizzata dall'uso di specifici mezzi linguistici di espressione, (che) include sempre una terminologia e una fraseologia specifiche per il soggetto e può anche includere caratteristiche stilistiche o sintattiche. Il processo di traduzione tecnica è influenzato dai rapporti esistenti tra le convenzioni di SL e TL e dalle strategie di rifusione adottate per soddisfare le aspettative degli utenti finali.

### L'influenza della LSP
Nel considerare i testi scientifici e tecnici, gli studi sulla traduzione sono stati influenzati dagli studi sulla LSP. La ricerca sulla LSP si è tradizionalmente concentrata sulla terminologia, ma si è anche spostata oltre il livello lessicale per abbracciare la fraseologia e la sintassi del discorso specialistico e per effettuare analisi a livello testuale. I testi scientifici e tecnici sono stati considerati principalmente informativi/referenziali, il che pone l'accento sul contenuto del testo e la preoccupazione principale dello scrittore o del traduttore è quindi l'accuratezza.

### Lo studio della traduzione tecnica
- R.W. Jumpelt (1961) ha presentato l'approccio microlinguistico alla traduzione. Egli ha posto molta attenzione agli spostamenti e alle trasposizioni a livello lessicale e di struttura grammaticale. Egli commenta inoltre le sfide legate alla conoscenza del genere e delle convenzioni istituzionali e l'importanza del contesto nella produzione di un testo di arrivo funzionale.
- Maillot (1969,1981), Finch (1969), Pinchuck (1977): forniscono ai traduttori scientifici e tecnici tecniche per ottenere precisione e accuratezza, in particolare a livello terminologico e sintattico.
- Hann (1992, 2004): sottolinea l'importanza della comprensione concettuale quando si traduce la scienza e fornisce sintesi e panoramiche per colmare le lacune scientifiche dei linguisti.
- B.M. Byrne (2006): approccio alla traduzione tecnica (qui fermamente dissociata dalla traduzione scientifica) dalla prospettiva della fruibilità dei documenti prodotti. La produzione di traduzioni dovrebbe corrispondere alle capacità cognitive dei lettori e soddisfare le loro funzioni comunicative.

### La classificazione dei testi: tipologie e varietà testuali
La tipologia testuale riflette sia l'intenzione dell'autore che la funzione del testo stesso. Le principali categorie testuali sono: 
- Informativo
- Espressivo
- Appellativo
- Fatico

La prevalenza di questi tipi varia nel continuum della traduzione scientifico-tecnologica, con la predominanza di testi informativi per la scienza e testi valutativi comuni negli articoli di revisione.
Le varietà testuali sono state messe in relazione con livelli linguistici speciali: teorici, sperimentali e delle scienze applicate, ovvero tecnologia, settore manifatturiero, pubblicità e consumi (Hoffmann 1974, Bucholz 1978, Sager et al. 1980). Vi si trovano inoltre un ampio spettro di considerazioni, così come Byrne, che concentra la maggior parte del suo libro sulle strategie eterofunzionali per la traduzione in inglese di brochure tecniche, caratterizzate da approfondimenti di comunicazioni tecniche e scienze cognitive (Byrne 2006). Velasco (2008) sviluppa una visione d'insieme da una prospettiva iberica. La matrice di Göpferich delle "Varietà del testo scritto per scienza e tecnologia" fornisce il quadro pragmatico più utile per il lavoro dei traduttori (Göpferich 1995).

### Il flusso di lavoro nella traduzione
Precedentemente, si è trattato in modo neutrale circa gli aspetti linguistici, testuali e contenutistici per quanto riguarda la lingua di partenza e quella di arrivo, senza quindi indicare chi opera le decisioni. Innanzitutto, è bene specificare che la maggior parte della traduzione tecnica e scientifica avviene all'interno dell'industria di traduzione. Byrne attribuisce il 90% di tutto il settore traduttivo all'area tecnico-scientifica, includendo anche la localizzazione. Infatti, la traduzione non è solo un'attiva intellettuale ma è anche commerciale, basata su un rapporto commerciale tra un richiedente della traduzione e un fornitore di servizi traduttivi.
Individuiamo dei ruoli nel processo commerciale-traduttivo:
- Autore del testo (spesso non coinvolto)
- Richiedente
- Project Manager
- Fornitore dei servizi di traduzione
- Revisore
- Consumatore finale

Sebbene questi ruoli siano esplicitati individualmente, può accadere che un addetto possa svolgere più compiti.

## Traduzione scientifica
La traduzione scientifica è quella branca della traduzione che si occupa dei testi di divulgazione di numerose discipline quali chimica, fisica, biologia e matematica, solo per citarne alcune. Essa ha un ruolo importante nella comunicazione sociale perché semplifica notevolmente lo scambio di informazioni a livello tecnico-scientifico. Pertanto si rende necessario che i traduttori di questo tipo di testi abbiano "non solo ottime competenze linguistiche, ma anche conoscenze specifiche, il possesso di una terminologia appropriata e non per ultimo la capacità di mantenere la chiarezza e la logica del pensiero". Questi prerequisiti risultano pertanto essenziali affinché la traduzione finale sia corretta e riporti in modo puntuale quanto veicolato dall'opera originale.
Questo tipo di traduzione necessita inoltre di un lavoro di ricerca preliminare da parte del traduttore in quanto la comprensione dei principi e delle teorie fondanti del testo scientifico da tradurre sono fondamentali per poter produrre una traduzione quanto più possibile aderente all'originale. La creazione di glossari e corpora risulta quindi essenziale nel processo traduttivo, perché generalmente gli articoli scientifici seguono determinati modelli sintattici e utilizzano determinate collocazioni linguistiche ed espressioni che in parte costituiscono le basi della traduzione scientifica.
I testi scientifici possono avere diversi gradi di formalità e terminologia, a seconda del pubblico di riferimento; si passa per esempio da articoli tra colleghi ad articoli destinati al grande pubblico, con una terminologia semplice e comprensibile. Il traduttore dovrà, quindi, avere presente la tipologia di lettori a cui il testo è indirizzato durante la traduzione. Nonostante tutte le difficoltà legate a questa pratica così delicata, è bene ricordare l'importanza di poter consultare i testi scientifici in varie lingue e avere quindi la possibilità di capire ogni dettaglio e ogni termine è cruciale in campi così specifici e rigorosi.
Infine, è bene sottolineare che, contrariamente al pensiero comune, non esiste una reale corrispondenza tra traduzione scientifica e traduzione tecnica. Sebbene esse siano spesso equiparate, la traduzione scientifica si differenzia dalla traduzione tecnica per via della natura stessa dei testi scientifici, i quali, oltre a fornire informazioni riguardo ai risultati della ricerca scientifica pura e applicata e del lavoro dei tecnologi, discutono, analizzano e sintetizzano informazioni includendo un punto di vista mirato a spiegare idee, proporre nuove teorie o valutare metodi. La traduzione scientifica possiede dunque caratteristiche simili alla traduzione tecnica in termini di argomenti trattati, ma se ne discosta in termini di stile e creatività linguistica, avvicinandosi più alla traduzione letteraria da questo punto di vista.

## Traduzione medica
La traduzione medica è un tipo di comunicazione medica, è una traduzione da una lingua all'altra di testi medici specializzati su argomenti medici o farmaceutici. Può comprendere anamnesi, certificati medici, istruzioni e altra documentazione di apparecchiature mediche, rapporti di test sui prodotti farmaceutici, guide per uso dei farmaci, risultati degli esami medici ecc. La traduzione medica copre una vasta gamma di generi, da articoli di ricerca pubblicati su riviste specializzate a manuali di medicina, libri per studenti universitari, brochure informative per i pazienti, comunicati stampa e documentari televisivi sulla salute. La traduzione medica non si limita a generi altamente specializzati e include anche quelli più generali. Inoltre, i traduttori dei testi medici non dovrebbero sempre orientarsi alla qualità del testo originale dato che non tutti gli autori sono scrittori professionisti e non tutti i testi originali sono testi completi e pronti per la pubblicazione.
Ci sono alcune caratteristiche di cui i traduttori in ambito medico devono essere consapevoli, come la traduzione della terminologia medica, l'etica medica, l'uso delle fonti mediche, la comprensione dei concetti medici.
La terminologia medica comprende termini che indicano parti anatomiche, malattie, sindromi, farmaci, attrezzature mediche ecc. Il nucleo della terminologia medica scientifica in qualsiasi lingua è costituito dalle forme combinate di greco e latino. Ci sono due tendenze generali nello sviluppo terminologico, una verso la standardizzazione e l'unificazione, l'altra verso la variabilità e l'innovazione. A volte la traduzione medica richiede di evitare la terminologia tecnica in modo che i laici possano comprendere il contenuto.

### L'etica
L'etica e la responsabilità medica spesso influenzano la traduzione medica. Le norme etiche più importanti sia in medicina che nella traduzione medica sono: 
1. Agire con conoscenza e abilità (poiché la salute o anche la vita dei pazienti sono spesso messe in pericolo)
2. Accuratezza e validità delle informazioni
3. Riservatezza (rispettare la privacy delle storie dei pazienti);
4. Comprensione, rispetto ed empatia verso le persone disabili, opinioni di culture diverse su salute e malattie.[28]

### Fonti di informazione medica
La ricerca di fonti stampate, elettroniche e personali è una caratteristica fondamentale nella traduzione medica per due motivi: 1) il traduttore potrebbe non avere sufficienti conoscenze fattuali per comprendere il testo fonte; 2) il traduttore potrebbe avere informazioni terminologiche e fraseologiche insufficienti, nonché una scarsa conoscenza delle convenzioni di genere target per scrivere il testo target in un modo accettabile.

### Specialità mediche
La traduzione medica implica il trasferimento delle conoscenze acquisite e necessarie in varie specialità, tra cui: 
- Medicina interna
- Ostetricia e Ginecologia
- Ortopedia
- Pediatria
- Psichiatria
- Chirurgia
- Farmacologia

I traduttori medici devono anche occuparsi della antropologia, psicologia, sociologia, economia e diritto, tra molte altre discipline.

## Traduzione giuridica
La traduzione giuridica è una tipologia di traduzione specializzata che richiede l'utilizzo di un linguaggio specifico. Si occupa della traduzione di testi relativi all'ambito legale e giuridico, nello specifico alla traduzione di statuti nazionali, trattati internazionali, documenti legali privati, opere di studiosi del diritto e di giurisprudenza. La funzione del testo di partenza può essere prescrittiva (es. leggi, regolamenti, codici, contratti ecc.), sia prescrittiva che descrittiva (es. decisioni giudiziarie), oppure esclusivamente descrittiva (es. opere degli studiosi). Lo scopo del testo di arrivo può essere normativo, informativo, legale o giudiziario
La traduzione giuridica è una grande sfida per i traduttori in quanto la lingua giuridica non è universale, ma fortemente caratterizzata da aspetti culturali. Deborah Cao (2010) afferma, infatti, che le maggiori difficoltà della traduzione legale nascono proprio dall'assenza di equivalenze nella terminologia giuridica in quanto è legata al diritto vigente nelle rispettive società. Il traduttore, quindi, prima di tradurre un testo giuridico è portato a svolgere delle ricerche e degli studi facendo attenzione alla terminologia e ai fondamenti dell'ordinamento giuridico vigente nella società della lingua di partenza e di quella di arrivo. Quindi, non si tratta solo di saper tradurre adeguatamente i termini giuridici in un'altra lingua, ma vengono richieste altre specifiche conoscenze. Maurizio Viezzi afferma, infatti, che durante la traduzione di testi legali, il traduttore debba adottare un approccio multidisciplinare, cioè che si interessi non solo dell'aspetto linguistico, ma anche storico e sociale del testo. Di fondamentale importanza è per cui una dettagliata analisi preliminare dei testi e della terminologia giuridica.
Per elencare alcune difficoltà, Viezzi prende come esempio la traduzione dall'inglese all'italiano e afferma che, se da un lato esistono termini che hanno un'esatta corrispondenza tra la lingua di partenza e quella di arrivo, altri termini, invece, non hanno nessuna corrispondenza, per cui subentra la necessità di interpretazione dei termini. Ciò che un traduttore deve fare nel caso in cui debba tradurre testi giuridici è capire cosa l'autore del testo di partenza intende comunicare e riformulare il contenuto nella lingua e per il pubblico di arrivo; guardare cioè non troppo all'aspetto semantico, ma piuttosto alle reali finalità del testo, in modo tale che entrambi i testi comunichino lo stesso oggetto sia nella lingua di partenza che in quella di arrivo.

## Localizzazione
La localizzazione (in inglese localisation, spesso abbreviato come L10n, dove 10 rappresenta il numero di lettere compreso tra la L e la N) è il processo di adattamento di un prodotto o, più specificamente, l'adattamento linguistico, culturale e tecnico di contenuti per un particolare mercato locale. Il termine "localizzazione" è stato introdotto originariamente tra gli anni ottanta e novanta del Novecento per indicare il processo di traduzione di applicativi software. In seguito i contenuti localizzati sono divenuti spesso multimodali, quindi possono includere testi, immagini, video e audio.
La localizzazione è stata fondamentale per stabilire l'industria della traduzione, all'interno della quale lavorano oltre ai traduttori professionisti, anche altre figure specializzate, come ad esempio il responsabile del progetto o project manager, che coordina e assiste le squadre di traduttori. 
Il processo di localizzazione comprende, oltre alla traduzione, una serie di fasi specifiche e ben distinte:
1. analisi del contenuto e del mercato di riferimento;
2. preparazione del kit di localizzazione che include il materiale originale, una descrizione di tutti i prodotti da consegnare, le responsabilità delle parti interessate e tutti i recapiti, e il materiale di riferimento come database terminologici, memorie di traduzione (TM) e guide di stile;
3. traduzione svolta da traduttori con l'ausilio di tecnologie di traduzione assistita e sistemi di traduzione automatica;
4. controllo della qualità della traduzione e adattamento al layout;
5. revisione da parte del team di localizzazione, che include sia il fornitore che il cliente.

La localizzazione è funzionale all'offerta di servizi e tecnologie e al flusso di informazioni a livello globale ed è quindi uno strumento adottato dalle aziende per aprirsi a nuove opportunità di mercato. La scelta di localizzare i propri prodotti non è basata sul numero di parlanti di una lingua specifica, bensì sul Prodotto Interno Lordo (PIL) del mercato in cui vogliono immettersi. Ad esempio, un'azienda può scegliere di localizzare i propri contenuti in danese (circa 5 milioni di parlanti), ma non in amarico, nonostante conti oltre 55 milioni di parlanti.
Il processo di localizzazione può essere molto costoso a causa della complessità tecnica dei testi multimodali, che richiedono grossi investimenti per l'acquisizione di appositi strumenti di ausilio alla traduzione. Per questo motivo, molte aziende optano per un approccio diverso, detto internazionalizzazione, che permette una riduzione dei costi e dei tempi di produzione. La lingua di partenza più utilizzata nell'industria della localizzazione rimane l'inglese. Tuttavia, la diffusione globale di internet e la crescita esponenziale del numero di utenti in paesi come la Cina indicano possibili cambiamenti a venire.